# Grzegorz Matula
Grzegorz Matula (ur. 16 lutego 1955, zm. 20 listopada 2018) – polski zawodnik, trener i dziennikarz brydżowy.

## Życiorys
Był członkiem Polskiego Związku Brydża Sportowego, wielokrotnym medalistą Mistrzostw Polski oraz reprezentantem Polski. W 1978 zajmują 5. miejsce na Drużynowych Mistrzostwach Europy Juniorów w Stirling, w Szkocji. W 1980 wraz z Andrzejem Jaszczakiem zajął 8, miejsce w kategorii juniorów na Mistrzostwach Europy Par w Monte Carlo. Posiadał tytuł arcymistrza. Był trenerem brydżowym II klasy. W 1985 został odznaczony Brązową Odznaką PZBS.

## Publikacje
- Acol (Polski Związek Brydża Sportowego, Warszawa, 1991)
- Brydżowe kroki (Wydawnictwo PZBS, Warszawa, 1992)
- Krok po kroku (Wydawnictwo PZBS, Warszawa, 2009; wspólnie z Władysławem Izdebskim)